# Rahim Aliabadi
Rahim Aliabadi (in persiano رحیم علی‌آبادی‎; 22 marzo 1943) è un ex lottatore iraniano, specializzato nella lotta greco-romana.

## Palmarès

### Olimpiadi
- 1 medaglia:
  - 1 argento (Monaco di Baviera 1972 nei 48 kg)

### Mondiali
- 2 medaglie:
  - 1 argento (Mar del Plata 1969 nei 48 kg)
  - 1 bronzo (Teheran 1973 nei 52 kg)

### Giochi asiatici
- 1 medaglia:
  - 1 oro (Teheran 1974 nei 48 kg)